# Пила: Игра на выживание
«Пила́: Игра́ на выжива́ние» (англ. Saw) — американский фильм ужасов 2004 года режиссёра Джеймса Вана в его полнометражном режиссёрском дебюте по сценарию Ли Уоннелла и по сюжету Джеймса Вана и Ли Уоннелла. Это первый фильм в серии фильмов «Пила». Главные роли исполнили Уоннелл, Кэри Элвес, Дэнни Гловер, Моника Поттер, Майкл Эмерсон, Кен Люн и Тобин Белл.
Фильм представляет собой нелинейное повествование, вращающееся вокруг тайны серийного убийцы по прозвищу «Конструктор», который проверяет волю своих жертв жить, проводя их через смертельные «игры», где они должны причинить себе большую физическую боль, чтобы выжить. Кадровая история рассказывает о последних жертвах Конструктора (Ли Уоннелл и Кэри Элвес), которые просыпаются в большой, ветхой ванной комнате, а одному приказано убить другого, чтобы спасти свою семью.
Сценарий был написан Ли Уоннеллом, который написал сюжетом с Джеймсом Ваном в своих дебютах по сценарию. Сценарий первоначально был написан в 2001 году, но после неудачных попыток получить сценарий в родной стране Джеймса Вана и Ли Уоннелла, в Австралии, им было настоятельно рекомендовано поехать в Лос-Анджелес. Чтобы помочь привлечь продюсеров, они сняли одноимённый низкобюджетный короткометражный фильм. Он оказался успешным в 2003 году, так как продюсеры из Evolution Entertainment были немедленно вовлечены в производство, а также основали компанию Twisted Pictures. Фильм был снят за 18 дней при бюджете в 1,2 миллионов долларов.
Фильм был впервые показан 19 января 2004 года на кинофестивале Сандэнс, а затем был выпущен в Северной Америке 29 октября 2004 года компанией Lionsgate Films. Фильм получил смешанные отзывы критиков, но заработал более 100 миллионов долларов по всему миру, став одним из самых прибыльных фильмов ужасов со времён «Крик» (1996). Он был перевыпущен в избранных кинотеатрах 31 октября 2014 года, к своему десятилетию. Первое продолжение под названием «Пила 2» было выпущено в 2005 году.

## Сюжет
Фотограф по имени Адам просыпается в полуразрушенной ванне, его лодыжка прикована цепью к трубе. В другом конце комнаты находится онколог доктор Лоуренс Гордон, тоже прикованный цепью. Между ними находится тело предполагаемой жертвы самоубийства, держащей в руках револьвер и микрокассетный диктофон. Оба мужчины находят в карманах кассету, и Адам достаёт диктофон. Запись Адама призывает его выжить, в то время как запись Гордона приказывает ему убить Адама к 6 часам, иначе его жена Элисон и дочь Дайана будут убиты. Адам находит в унитазе сумку с двумя ножовками. Оба пытаются перепилить свои цепи, но пила Адама ломается. Гордон понимает, что пилы предназначены не для цепей, а для того, чтобы отрезать ноги, и идентифицирует их похитителя как Конструктора, серийного убийцу, испытывающего волю своих жертв к выживанию с помощью смертельных ловушек, называемых «играми», о котором Гордон знает, потому что когда-то сам был подозреваемым.
Пятью месяцами ранее Гордон, обсуждая терминальную стадию рака мозга пациента Джона Крамера, был допрошен детективами Дэвидом Тэппом и Стивеном Сингом, которые нашли его фонарик на месте одной из игр Конструктора. Алиби Гордона подтвердилось, но он согласился ознакомиться с показаниями героиновой наркоманки Аманды Янг, единственной известной выжившей в одной из ловушек Конструктора, которая была вынуждена убить и выпотрошить мужчину, чтобы получить ключ, позволяющий освободиться от обратного капкана, прикреплённого к её лицу. Тэпп и Синг позже нашли склад убийцы, используя видеокассету из игры Аманды. Там они задержали Конструктора и спасли человека из ловушки, но убийца ранил Тэппа и сбежал. Синг преследовал Конструктора по коридору, но при этом случайно привёл в действие ловушку из дробовиков, которая убила его.
В настоящем Элисон и Дайана находятся в плену в своей квартире, в то время как их похититель наблюдает за Адамом и Гордоном через скрытую камеру. Одновременно за домом наблюдает Тэпп, который после увольнения из полиции после смерти Синга стал одержим делом Конструктора и по-прежнему убеждён, что Гордон — убийца. Тем временем Гордон находит коробку с двумя сигаретами, зажигалкой и мобильным телефоном с односторонним подключением. Он рассказывает о своём похищении на парковке фигурой в маске свиньи. Адам вспоминает своё собственное похищение, когда он вернулся домой и обнаружил куклу в своей фотолаборатории, где хранил фотографии Гордона.
Элисон под дулом пистолета звонит своему мужу и предупреждает его, чтобы он не верил Адаму. Адам признаётся Гордону, что Тэпп заплатил ему за то, чтобы он шпионил за ним, и раскрывает свою осведомлённость о романе Гордона с одной из его студенток-медиков, которую он навещал в ту ночь, когда его похитили; Гордон приходит к выводу, что этот роман является причиной, по которой его похитили. Адам находит фотографию похитителя Элисон и Дайаны, в котором Гордон опознаёт Зепа Хиндла, санитара больницы.
В 6 часов Зеп, видя, что Гордон все ещё не убил Адама, собирается убить Элисон и Дайану, но Элисон освобождается и сражается с ним. Борьба привлекает внимание Тэппа, и он спасает Элисон и Дайану, прежде чем погнаться за Зепом в канализацию, где после короткой схватки получает пулю в грудь. Гордон, слышащий только выстрелы и крики, потрясён и теряет связь с мобильным телефоном. В отчаянии он отпиливает себе ногу и стреляет в Адама из револьвера в руке трупа. Зеп входит в ванную, чтобы убить Гордона, но Адам, переживший выстрел, забивает его до смерти крышкой унитазного бачка. Гордон выползает из ванной, чтобы найти помощь, в то время как Адам обыскивает тело Зепа в поисках ключа. Он находит другую кассету, которая показывает, что Зеп был просто ещё одной жертвой Конструктора, следуя правилам, чтобы получить противоядие от медленно действующего яда в своём организме.

Неожиданно труп в комнате поднимается; оказывается, это Джон, смертельно больной пациент доктора Гордона, который и является Конструктором. Джон говорит Адаму, что ключ от его цепи был в ванне; он упал в канализацию, когда Адам впервые проснулся и спустил воду. Адам пытается застрелить Джона из пистолета Зепа, но Джон поражает его электрическим током через цепь. Джон выходит из ванной и говорит свою фразу
❝
Большинство людей в нашем мире совершенно не ценят жизнь. Но только не вы, и не теперь. ❞
После чего со словами «Игра окончена» закрывает дверь, оставив Адама умирать.

## Производство

### Разработка и сценарий

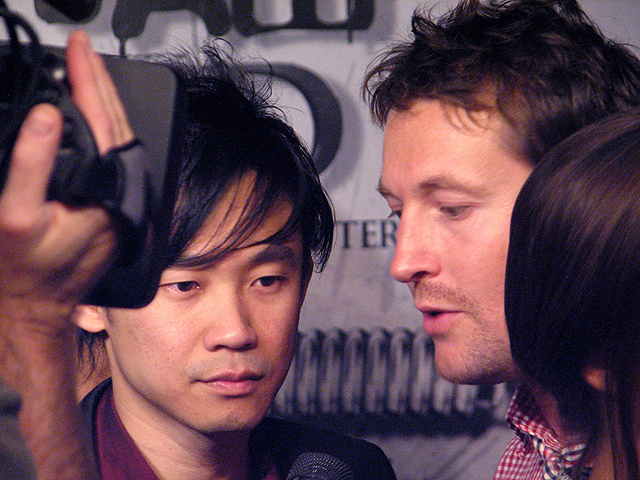
Ван (слева) и Уоннелл (справа)

После окончания киношколы австралийский режиссёр Джеймс Ван и австралийский сценарист Ли Уоннелл хотели написать сценарий и профинансировать фильм. Вдохновение, которое им было нужно, пришло после просмотра низкобюджетного независимого фильма «Ведьма из Блэр: Курсовая с того света». Другим фильмом, который вдохновил их на финансирование самого фильма, был фильм Даррена Аронофски «Пи». Они думали, что самый дешёвый сценарий для съёмки будет включать двух актёров в одной комнате. Уоннелл сказал: «Думаю, ограниченность средств на наших банковских счетах и тот факт, что мы хотели сохранить фильм, помогли нам с идеями фильма». Одна из идей заключалась в том, чтобы вся съёмочная группа с двумя актёрами застряла в лифте и фильм снимали с камер видеонаблюдения.
Ван предложил Уоннеллу идею: двое мужчин прикованы к противоположным сторонам ванной комнаты, мёртвое тело на полу посередине, герои пытаются понять, почему и как они там оказались. К концу фильма они понимают, что человек, лежащий на полу, не умер, и именно поэтому они заперты в комнате. Вначале Уоннелл отреагировал не так, как хотел Ван. Уоннелл сказал: «Я никогда не забуду тот день. Я помню, как повесил трубку и начал просто прокручивать сцену в голове, и без какого-либо длительного периода размышлений я открыл свой ежедневник и написал слово „Пила“». Прежде чем появилось слово «Пила» кроваво-красным, капающим шрифтом, никакого названия фильма у них не было. «Это был один из тех моментов, который заставил меня осознать, что некоторые вещи действительно должны быть. Некоторые вещи просто ждут, пока их обнаружат», — сказал Уоннелл.
Персонаж по прозвищу «Конструктор» пришёл только через несколько месяцев, когда Уоннелл из-за нелюбимой работы начал страдать мигренями. Убеждённый, что это опухоль головного мозга, он пошёл к неврологу за направлением на МРТ; нервно сидя в зале ожидания, он подумал: «Что если вам сообщат, что у вас опухоль и вы скоро умрёте? Как бы вы отреагировали на это?». Он представлял себе персонажа Пилу, которому дали один или два года жизни, и объединил это с идеей Пилы, который помещает других буквально в такую же ситуацию, но даёт им только несколько минут, чтобы выбрать свою судьбу. Ван не собирался снимать «порно с пытками», и сценарий имел только один короткий сегмент пыток. Он сказал, что фильм «сыграл криминальный триллер». Только в сиквелах сюжет был более сосредоточен на сценах пыток.

### Финансирование и короткометражный фильм
Первоначально у Уоннелла и Вана было 30 000 долларов на весь фильм, но по мере развития сценария стало ясно, что потребуется больше денег. Сценарий был зарезервирован одним продюсером в Сиднее на год, но сделка в итоге не состоялась. После других неудачных попыток получить финансирование под сценарий в Австралии в 2001 и 2002 годах литературный агент Кен Гринблат прочитал сценарий и предложил им поехать в Лос-Анджелес, где их шансы найти заинтересованную студию были выше. Ван и Уоннелл первоначально отказались из-за отсутствия средств на поездки, но их агент Стейси Тестро убедила их поехать. Чтобы повысить интерес студий к сценарию, Уоннелл предоставил 5000 австралийских долларов (5000 долларов США) на создание семиминутного короткометражного фильма, основанного на сцене капкана для челюстей, которая, по их мнению, окажется наиболее эффективной. Уоннелл сыграл Дэвида, человека в «медвежьем капкане наоборот». Работая в Australian Broadcasting Corporation, Уоннелл и Ван знали операторов, которые были готовы оказать техническую помощь в съёмках короткометражки.
Я думаю, что термин «порно с пытками» никак не влияет на меня. Мне не нравится этот термин, но я его не ненавижу. Мне трудно испытывать какие-то плохие чувства к этому термину, потому что порнопытки дали мне много хорошего, например возможность работать в киноиндустрии и работать сценаристом. Думаю, я благодарен за то, что был частью фильма, и всё после этого — серьёзно, как проблема выбора сорта шампанского.
Ван снял короткометражку с помощью 16-миллиметровой камеры в течение двух дней и перенёс отснятый материал на DVD для отправки вместе со сценарием. Уоннелл хотел сыграть главного героя в полнометражном фильме. Короткометражка помогла показать, что Ван и Уоннелл были «командой режиссёра и актёра», а не просто хотели продать сценарий. Ван сказал: «Нам с Ли так понравился проект, и мы хотели сделать карьеру в кинопроизводстве, поэтому мы придерживались нашего оружия и сказали: „Слушайте, ребята, если вы хотите этот проект, мы идём снимать — Ли должен сниматься в нём, а я должен его режиссировать“».
В начале 2003 года в Лос-Анджелесе, ещё до встречи с продюсером Греггом Хоффманом, друг Хоффмана затащил его в свой офис и показал ему короткометражку. Хоффман сказал: «Примерно через две-три минуты моя челюсть упала на пол». Он быстро показал короткометражку и сценарий своим партнёрам Марку Бергу и Орену Коулз из Evolution Entertainment. Позже они основали студию фильмов ужасов Twisted Pictures. Продюсеры прочитали сценарий и два дня спустя предложили Вану и Уоннеллу контракт с правом на принятие творческих решений и 25 % чистой прибыли. Хотя Ван и Уоннелл получили «лучшие предложения» от студий DreamWorks и Gold Circle Films, они не хотели рисковать правом Вана на режиссуру и Ваннелла на главную роль. Чтобы финансировать фильм, Хоффман, Берг и Каулз перезаложили в банке свою штаб-квартиру на Хайленд-авеню. Бюджет фильма в итоге составил, по разным сведениям, от 1 до 1,2 миллиона долларов.

### Кастинг

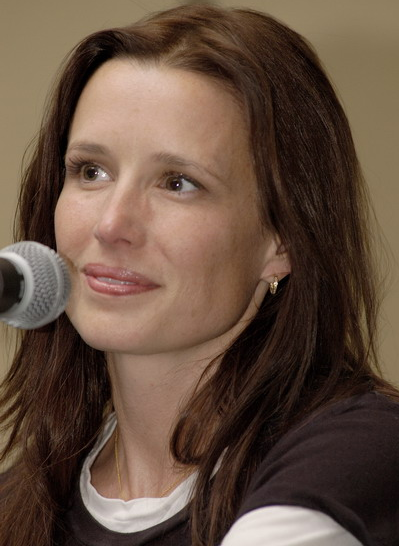
Потребовалось один день, чтобы снимать сцены Шони Смит, которые Ван описал как «физически обременительные».

Кэри Элвесу отправили короткометражный фильм на DVD, и он сразу же заинтересовался ролью доктора Лоуренса Гордона. Он прочитал сценарий «на одном дыхании» и был привлечён «уникальностью и оригинальностью» сюжета. Каулз был в то время менеджером Элвеса. Чтобы подготовиться к роли онколога, он встретился с врачом отделения нейрохирургии Калифорнийского университета в Лос-Анджелесе.
В августе 2005 года Элвес подал иск против своей управляющей фирмы и продюсеров фильма, Evolution Entertainment, за «нарушение контракта и несправедливое обогащение». Элвес сказал, что ему обещали минимум один процент чистой прибыли продюсеров от фильма, но не выплатили этой суммы. Элвес утверждал, что он получил только 53 275 долларов и зарплату в размере 2587,20 долларов. Дело в итоге было решено мировым соглашением, а пять лет спустя Элвес сыграл того же героя в фильме «Пила 3D».
Шони Смит, сама не любительница фильмов ужасов, вначале отказалась от роли Аманды Янг и назвала сценарий «ужасным». Однако, посмотрев короткометражку, она согласилась на роль героини, аналог которой в короткометражке сыграл Уоннелл. Ван предложил Смит, когда его кастинг-директор спросил, кого он видит в роли Аманды. Ван был влюблён в Смит с подросткового возраста и удивился согласию кастинг-директора. Дэнни Гловер получил роль детектива Тэппа, который ищет убийцу Пилу. Гловер заявил в интервью: «Что-то в этом детективе в тот момент привлекло меня».
Приняв на себя роль Пилы, Тобин Белл сказал: «Я сыграл в этом фильме, потому что сценарий показался мне увлекательным. Эти ребята, запертые в комнате, это была свежая идея. Я не знал концовки, когда читал сценарий, поэтому я был совершенно застигнут врасплох, и мне было ясно, что если режиссёры хорошо снимут сцену, зрители также будут застигнуты врасплох. Фильм стоило сделать только в тот момент». Белл также заявил, что хочет воспользоваться возможностью работать с Гловером, с которым он никогда не работал. Ван пригласил Белла из-за его голоса. Первоначально роль Пилы предложили Майку Баттерсу, но он отказался, так как не нашёл в этой роли достаточно острых сцен. Баттерс, друг одного из продюсеров, с которым он играл в хоккей, в конечном итоге сыграл Пола Лихи, жертву Пилы, который погибает в лабиринте из колючей проволоки.

### Съёмки и постпродакшн
С бюджетом на съёмки в 700 000 долларов команда начала снимать «Пилу» 22 сентября 2003 года на производственном объекте Lacy Street в Лос-Анджелесе и уложилась в 18 дней. Ванная комната была единственной декорацией, которую пришлось строить. На съёмочной площадке не было стульев. Для съёмок других сцен, например эпизодов в полиции, использовали декорации других фильмов. Сцену в ванной снимали в первый день съёмок, и тогда же Уоннелл понял, что у них нет денег на каскадёра, что заставило его поработать каскадёром самостоятельно. Потребовалось шесть дней, чтобы снять все сцены в ванной комнате. Они были сняты в хронологическом порядке, чтобы помочь актёрам оставаться в образе. Анализируя образы двух главных героев, Ван проверял, что поведение Лоуренса Гордона было в основном спокойным и хладнокровным, а поведение Адама — импульсивным, при этом оператор применял съёмку с ручной камеры и пытался отражать характеры персонажей. Во всём фильме оператор Дэвид А. Армстронг использовал не тележку с камерой и не штатив, а ручную камеру.
У Элвеса и Уоннелла не было времени на совместные репетиции из-за сложного графика Дэнни Гловера и Майкла Эмерсона. Гловер сыграл свои сцены за два дня. По словам Элвеса, его сцены в среднем составляли от 12 до 16 страниц сценария в день, что он считал непростой задачей. Из-за плотного графика съёмок Ван не мог позволить себе снимать более пары дублей на актёра. «Мне это далось нелегко. Каждый день я боролся за то, чтобы получить сцены, и не получал их. У меня были большие планы, но сделать удалось не всё. Я хотел снимать в стиле Хичкока, но этот стиль требует больших затрат времени» — сказал Ван об очень сжатом графике съёмок. Он сказал, что стиль оказался «суровым и неровным из-за нехватки времени и денег», и в конечном итоге он стал эстетикой фильма.
На пересъёмки, которые Ван и Уоннелл проделали самостоятельно, потратили 400 долларов. Для пересъёмок Уоннелл служил в качестве заменяющего Смит и Кена Люна в сценах, когда Аманда искала свой ключ, и Стивен Синг вошёл в логово Пилы. При монтаже Ван обнаружил, что некоторые эпизоды не сняты, так как он вместо них снимал репетиции. Имея много пробелов в итоговом варианте фильма, он и монтажёр Кевин Гротерт создали дополнительные сцены, похожие на трансляцию камеры наблюдения и на фотографии. "Мы многое сделали, чтобы заполнить пустоты на протяжении всего фильма. Мы вставляли газетные вырезки, записи камер видеонаблюдения, просто фотографии. Теперь люди говорят: "Ух ты, это такой крутой экспериментальный стиль кинопроизводства, « а мы вообще-то сделали это из-за необходимости заполнить пробелы, которые остались после съёмок», — объяснил он.

## Показ
Lionsgate получила права на показ фильма на кинофестивале «Сандэнс» 2004 года за несколько дней до премьеры фильма 19 января 2004 года. Там его трижды показывали ночью в заполненном кинотеатре с положительной реакцией. Это был заключительный фильм на Международном кинофестивале в Торонто 18 сентября 2004 года. Lionsgate изначально планировала выпустить фильм сразу на видео, но из-за положительной реакции на «Сандэнсе» они решили выпустить его в прокат к Хэллоуину. Он был выпущен 1 октября 2004 года в Великобритании, 29 октября 2004 года в США и 2 декабря 2004 года в Австралии. Первоначально фильм получил рейтинг «NC-17» (дети 17 лет и младше к просмотру не допускаются) Американской ассоциацией кинокомпаний за явное изображение насилия, но после повторного монтажа он был выпущен с рейтингом «R».
Lionsgate организовала акцию по донорству крови для Красного Креста под названием «Give Til It Hurts» и собрала 2400 л крови.

### Саундтрек
Саундтрек к фильму был в основном написан Чарли Клоузером, и запись заняла шесть недель. Другие песни были исполнены «Front Line Assembly», «Fear Factory», «Enemy», Pitbull Daycare и «Psychopomps». Песня «Megadeth» «Die Dead Enough» изначально должна была быть использована в фильме, но не использовалась по неизвестным причинам.
Саундтрек был выпущен 5 октября 2004 года на Koch Records. Джонни Лофтус из AllMusic дал ему три звезды из пяти. Он сказал, что Клоузер «попадает в цель со своей скрипучей, неуклюжей музыкой» и что он «понимает, что ужас „Пилы“ работает только с опьяняющим количеством лагеря, и он использует индустриальную музыку таким же образом». Он особенно хвалил «Cigarette», «Hello, Adam» и «F**k This S*! t», комментируя, что они «смешивают леденящие душу звуки с жёсткой перкуссией и сильными ударами по клавиатуре».

### Выход на видео
Прокатная версия фильма была выпущена на VHS и DVD 15 февраля 2005 года в США и Канаде. После первой недели она принесла 9,4 миллиона долларов на прокате DVD и 1,7 миллиона долларов на прокате VHS, что вывело фильм на первое место недели. В течение второй недели фильм остался на первом месте по прокату DVD, который принёс 6,8 миллиона долларов, в сумме 16,27 миллиона долларов за две недели. Фильм занял третье место по прокату VHS, принеся 1,09 миллиона долларов, в сумме 2,83 миллиона долларов за две недели. Всего с проката VHS и DVD было получено более 70 миллионов долларов. Двухдисковое издание под названием «Uncut Edition» было выпущено 18 октября 2005 года, вместе с фильмом «Пила 2». В DVD-издание также был включён самый первый короткометражный фильм франшизы.
Позже фильм был выпущен на Blu-ray 27 июня 2006 года. 11 мая 2021 года фильм был выпущен на 4K-UHD с новым разрешением 2160p и новым 58-минутным документальным фильмом.

## В ролях
| Актёр         | Роль                                                |
| ------------- | --------------------------------------------------- |
| Тобин Белл    | Джон Крамер / Конструктор                           |
| Ли Уоннелл    | фотограф Адам Стэнхейт                              |
| Кэри Элвес    | доктор Лоуренс Гордон                               |
| Дэнни Гловер  | детектив Дэвид Тэпп                                 |
| Кен Люн       | детектив Стивен Синг                                |
| Дина Мейер    | детектив Эллисон Керри                              |
| Майкл Эмерсон | санитар Зеп Хиндл                                   |
| Шони Смит     | наркоманка, жертва, ученица Конструктора Аманда Янг |
| Майк Баттерс  | жертва Пол Лейхи                                    |

| Актёр                | Роль           |
| -------------------- | -------------- |
| Пол Гутрехт          | Марк Уилсон    |
| Моника Поттер        | Элисон Гордон  |
| Макензи Вега         | Дайана Гордон  |
| Александра Бокин Чан | Карла Сонг     |
| Бенито Мартинес      | Бретт          |
| Нед Беллами          | Джефф Риденхор |
| Орен Коулс           | Донни Греко    |

## Связи

### С другими фильмами
- Механическая дробилка головы и рентгеновский снимок с зашитым ключом — прямые цитаты из классического фильма ужасов «Ужасный доктор Файбс».
- Кэри Элвес и Моника Поттер играли вместе отрицательных персонажей в фильмах о детективе Алексе Кроссе «И пришёл паук» и «Целуя девушек».[44]
- Ли Уоннелл сообщил, что сцена, в которой его персонаж окунает руку в унитаз, была придумана под впечатлением от похожей сцены в картине «На игле».[45]
- В девятом выпуске аниме-сериала «Lucky Star» главные героини смотрят этот фильм в кинотеатре.
- В фильме «Всегда говори „да“» персонаж Джима Керри смотрит этот фильм дома, взяв его в кинопрокате.

### С другими частями серии
Заглавная тема серии фильмов — музыкальная композиция Hello Zepp, написанная Чарли Клоузером.
В сиквеле фильма выяснится, что Адам умер после событий первой части, а в триквеле показано, как именно он погиб. Вплоть до выхода седьмой части судьба доктора Гордона оставалась неизвестной, хотя в каждой части чувствовалось его присутствие. Например: хромающий на правую ногу человек, который «прячет» ключ за глазом Майкла («Пила 2»). Сам Конструктор — инженер, механик, но не хирург. Зашитые рот Арта и глаза Тревора, ловушка Морган и её мужа («Пила 4») с прутьями, проткнутыми через артерии, а также ключ в теле Уильяма («Пила 6») мог оставить лишь хирург.
После выхода фильма «Пила 3D» выяснилось, что Гордон выжил, и Конструктор сделал его своим помощником (тем самым подтвердились теории, указанные выше) после того, как спас от смерти. После смерти самого Крамера Гордону было поручено следить за Марком Хоффманом (первым помощником Конструктора), и он выполнил свою миссию.
О докторе Гордоне упоминается и в Saw: The Video Game. В своём послании Конструктор говорит, что попросил знакомого хирурга «заменить пулю на ключ в вашем теле».
Керри (Дина Мейер) играет одну из главных ролей во второй части фильма. В обеих частях фильма главные «злодеи» лежали на полу в начале фильма (Конструктор в первой части и Аманда во второй).
Игра Saw: The Video Game проливает свет на судьбу детектива Тэппа. Несмотря на то, что в фильмах события видеоигры не упоминаются, есть явные факторы, подтверждающие причастность игры к франчайзу. Например: Saw: The Video Game заканчивается суицидом бывшего детектива. В пятой серии франчайза Тэппа награждают посмертно, так же, как и других детективов. То есть он похоронен, как и остальные полицейские, по делу Пилы. Сомнительно, что тело Тэппа было обнаружено в том же здании, где и закончились события первой серии — тогда бы тела Адама и Зэппа так же были бы найдены.

## Реакция

### Кассовые сборы
Фильм занял третье место на Хэллоуинский уик-энд 2004 года в 2315 кинотеатрах и заработал 18,2 млн $, уступив «Рэю» (20 млн $) и «Проклятию» (21,8 млн $). Согласно экзит-полу Lionsgate, 60 % мужской аудитории были моложе 25 лет. Фильм также стал вторым лучшим открытием Lionsgate после фильма «Фаренгейт 9/11» — 23,9 миллиона долларов. Во второй уик-энд были добавлены ещё 152 кинотеатра, в результате чего количество кинотеатров достигло 2467. Фильм опустился на четвёртое место, заработав 11 млн $, что на 39 % меньше, чем в первый уик-энд.
Фильм заработал в Великобритании в общей сложности 12,3 млн $ за семь недель в 301 кинотеатре. В Австралии он вышел в 161 кинотеатре и заработал 3,1 млн $ за шесть недель. В Италии фильм вышел 14 января 2005 года в 267 кинотеатрах и заработал 6,4 млн $ за шесть недель. 16 марта 2005 года фильм вышел в 187 кинотеатрах во Франции и заработал 3,1 млн $ к концу четырёхнедельного показа. Фильм заработал 55,1 млн $ в США и Канаде и 47,9 млн $ в других странах мира, что составляет в общей сложности 103 млн $ по всему миру. В то время он стал самым прибыльным фильмом ужасов после «Крика» (1996).

#### Перевыпуск к 10-летию
31 октября 2014 года в честь десятой годовщины фильма его показывали в некоторых кинотеатрах в течение недели. Это принесло 650 тыс. $ в первый уик-энд — третье самое кассовое открытие. В итоге было заработано 815 тыс. долларов, в результате чего общие сборы фильма составили 56 млн $.

### Критика
На сайте «Rotten Tomatoes» фильм имеет рейтинг 49 % на основе 190 отзывов со средней оценкой 5,6 из 10. Консенсус сайта гласит: «„Пила: Игра на выживание“ ловит аудиторию обманчиво умным сюжетом и множеством запоминающихся, неприятных декораций, но его высокие амбиции подрываются нигилистической полосой, которая кажется более подлой, чем глубокой». «Metacritic» дал фильму среднюю оценку 46 из 100, основанную на 32 отзывах, что указывает на «смешанные или средние отзывы». Аудитория, опрошенная «CinemaScore», дала фильму среднюю оценку «C+» по шкале от «A+» до «F».
Деннис Харви из «Variety» дал фильму отрицательный отзыв после премьеры на «Сандэнсе». Он назвал фильм «грубой смесью, сшитой из разрозненных частей предыдущих фильмов ужасов и триллеров про маньяков». Он назвал сценарий «запутанным» из-за использования «воспоминаний в воспоминаниях» и отвлекающих манёвров. Он также назвал фильм «слишком гиперболическим, чтобы действительно взволновать». Карла Мейер из «San Francisco Chronicle» дала фильму положительный отзыв, сказав, что фильм «объединил актёрскую игру фильма категории В с извращённым мышлением и визуальными трюками, предназначенными для маскировки дешёвых эффектов», и что он был «ужасающим в некоторых местах и намекал на ужасы во многих других». Она назвала сцены убийства «удивительно запоминающимися для такого малобюджетного фильма».
Ким Ньюман из «Empire» дал фильму четыре звезды из пяти. Он сказал, что фильм похож на ранние фильмы Дэвида Финчера и «хвастается сложной структурой — сложные воспоминания в воспоминаниях объясняют, как персонажи пришли к этому кризису — и удовлетворительной загадкой, которая сочетается с его ужасной клаустрофобией». Он закончил свой отзыв, сказав: «Просто страшный фильм ужасов без чувства юмора, ничего из ряда вон». Оуэн Глейберман из «Entertainment Weekly» дал фильму оценку «B-», назвав его «производным, грязным и слишком тупым». Он считает, что цель Пилы — «показать вам серийного убийцу, скрывающегося внутри Вас». Глейберман раскритиковал игру Элвеса, сказав: «[Элвес] — пример того, как опасно переигрывать». Он сравнил сюжет с фильмом «Семь», сказав: "В вопиющем подражании «Семи» «Пила: Игра на выживание» изображает сумасшедшего садиста, чьи отвратительные преступления должны отражать грехи его жертв. Изюминка здесь в том, что маньяк не убивает сам". Дэниел М. Киммел из «Telegram & Gazette» назвал его «одним из самых тошнотворных фильмов, которые он видел за более чем 20 лет работы».
Стивен Холден из «The New York Times» написал смешанный отзыв, сказав, что фильм «лучше, чем в среднем, передаёт панику и беспомощность людей, терроризируемых и униженных садистом, но зрителю всё-таки не слишком страшно. Здешний злодей отличается от серийных убийц из заурядных фильмов своим желанием унижать и пытать своих жертв и оправдывать это некоей извращённой моралью». Он сказал, что фильм «серьёзно ослаблен непродуманной, шаблонной детективной историей, в которую помещён ужастик».
Карина Чокано из «Los Angeles Times» также написала смешанный отзыв, сказав: «„Пила: Игра на выживание“ настолько полна поворотов, что в итоге запутывается в них. Несмотря на все свои яркие техничные и изобретательные ловушки, Пила оказывается любителем. Ганнибал Лектер съел бы его на обед». Она сказала, что фильм «на каждом повороте сюжета подчёркивает шаткость собственного повествования и свою среднебюджетную банальность». Она также отметила, что у Элвеса и Уоннелла были проблемы с американским акцентом.
Ещё один смешанный отзыв исходил от Роджера Эберта, который дал фильму две звезды из четырёх и посетовал на уловки и сюжетные приспособления, но, тем не менее, сказал, что фильм «сделан хорошо и оправдал его ожидания».
Ричард Дж. Лескоски из «The News-Gazette» Champaign-Urbana сказал: «„Пила: Игра на выживание“ хочет стать в один ряд с фильмом „Семь“. Хотя в „Пиле“ есть и жестокое насилие, и злодей с вроде бы нравоучительным мотивом преступлений (его жертвы, если они выживут, должны научиться больше ценить жизнь), ему не хватает утончённости и блеска фильма Дэвида Финчера». Когда Уоннелла спросили, был ли триллер 1995 года «Семь» вдохновением для «Пилы: Игра на выживание», он ответил: «Для меня как сценариста, был. „Семь“ настолько качественно сделан, что сценаристу триллера не помешает его изучить. С точки зрения сюжета, мы с Джеймсом никогда не чувствовали, что „Семь“ слишком близок к нашему фильму. С одной стороны, у вас есть два детектива, преследующих психопата, который использует насилие, чтобы преподать людям какой-то урок, и тут „Пила“ перекликается с фильмом „Семь“. Однако нам всегда нравилось в „Пиле: Игра на выживание“, что рассказчиками являются две жертвы психопата, а не полиция, преследующая его, как часто бывает в кино».
Сайт «Bloody Disgusting» поставил фильм на десятое место в своём списке 20 лучших фильмов ужасов десятилетия, а статья назвала фильм «возможно, самым влиятельным фильмом ужасов десятилетия». «The Daily Telegraph» поставил фильм на 14-е место в своём списке «100 лучших фильмов, которые определили 2000-е годы».

### Награды и номинации
| Год  | Результат | Награда или фестиваль                                                   | Номинация                            | Примечания                                 |
| ---- | --------- | ----------------------------------------------------------------------- | ------------------------------------ | ------------------------------------------ |
| 2004 | Победа    | Фестиваль фантастических фильмов и фильмов ужасов в Сан-Себастьяне      | Лучший фильм                         |                                            |
| 2005 | Победа    | Международный фестиваль фантастических фильмов в Брюсселе               | Лучший триллер                       |                                            |
| 2005 | Победа    | Gérardmer Film Festival                                                 | Специальный приз жюри                | Разделил награду вместе с фильмом Calvaire |
| 2005 | Победа    | Gérardmer Film Festival                                                 | Гран-при фестиваля                   |                                            |
| 2005 | Номинация | Teen Choice Awards                                                      | Лучший крик в фильме                 | Крик Адама перед финальными титрами        |
| 2005 | Номинация | Teen Choice Awards                                                      | Лучший фильм                         |                                            |
| 2005 | Номинация | Satellite Awards                                                        | Лучшие дополнения на DVD             |                                            |
| 2005 | Номинация | MTV Movie Awards                                                        | Лучшая роль в фильме ужасов/триллере | Кэри Элвес в роли доктора Гордона          |
| 2005 | Номинация | Golden Trailer Awards                                                   | Лучший фильм ужасов                  |                                            |
| 2005 | Номинация | Fantasporto                                                             | Лучший фильм                         |                                            |
| 2005 | Номинация | Сатурн (приз Академии научной фантастики, фэнтези и фильмов ужасов США) | Лучший фильм ужасов                  |                                            |
| 2006 | Номинация | Сатурн (приз Академии научной фантастики, фэнтези и фильмов ужасов США) | Лучшее коллекционное издание DVD     |                                            |